# Vaccinium confertum
Vaccinium confertum är en ljungväxtart som beskrevs av Carl Sigismund Kunth. Vaccinium confertum ingår i Blåbärssläktet, och familjen ljungväxter. Inga underarter finns listade i Catalogue of Life.